# مارجوري بولتن
مارجوري بولتن (بالإنجليزية: Marjorie Boulton)‏ (7 مايو 1924 في المملكة المتحدة - 30 أغسطس 2017)؛ مؤلِّفة، كاتِبة مسرحية وشاعرة بريطانية.